# Donald Unger
Donald Sebastian Unger-Donaldson, född 18 mars 1894 i Montreux i Vaud, död 30 juni 1943 i Concord i New Hampshire i USA, var en schweizisk ishockeyspelare. Han var med i det schweiziska ishockeylandslaget som kom på delad sjunde plats i de olympiska vinterspelen 1924 i Chamonix.